# Ensemble hiatus
L'ensemble ]h[iatus est une formation internationale de musique contemporaine fondé en 2006 par la violoncelliste Martine Altenburger et le percussionniste Lê Quan Ninh. Il regroupe des musiciens allemands, français et italiens, tous interprètes et improvisateurs. L'ensemble est modulaire : il se produit tantôt au complet, tantôt non. Il interprète des pièces écrites aux XXe et XXIe siècles, pratique l'improvisation et collabore occasionnellement avec des chorégraphes,.
L'ensemble ]h[iatus s'est produit en France, en Allemagne, aux Pays-Bas, au Royaume-Uni et en Autriche.

## Musiciens
- Martine Altenburger, violoncelle
- Tiziana Bertoncini, violon
- Isabelle Duthoit (de), clarinette
- Géraldine Keller, soprano
- Angelika Sheridan (de), flûte
- Fabrice Charles, trombone
- Carl Ludwig Hübsch (de), tuba
- Lê Quan Ninh, percussions
- Thomas Lehn (en), piano et synthétiseur analogique
- Laurent Sassi, ingénieur du son

Anciens membres ou membres occasionnels
- Thierry Madiot, trombone
- Hilary Jeffery, trombone
- James Fulkerson (en), trombone
- Clément Plet, contrebasse
- Hélène Mourot, hautbois
- Théo Mérigeau, percussion
- Hubertus Biermann, contrebasse
- Laure Beretti, harpe

## Répertoire
L'ensemble interprète des pièces de :
- Georges Aperghis
- Luciano Berio
- Pierre Boulez
- Earle Brown
- John Cage
- Cornelius Cardew
- Jean-Christophe Feldhandler (création de De Grands Z et de Woman)
- Morton Feldman
- Brian Ferneyhough
- Luc Ferrari
- Joshua Fineberg
- Vinko Globokar (notamment la création de sa pièce de 2009 Damdaj)
- Hans-Joachim Hespos
- Peter Jakober (création de Beneden)
- Steffen Krebber (création de Nichtsattrappen 0'04'')
- György Kurtag
- Helmut Lachenmann
- Alvin Lucier
- Anthony Pateras (en) (création de As Long As Breath Or Bow)
- Arnaud Petit
- Kaija Saariaho
- Giacinto Scelsi
- Dieter Schnebel
- Salvatore Sciarrino
- Zack Settel
- James Tenney
- Jennifer Walshe (en) (création de Wash Me Wither Than Snow)
- LaMonte Young
- Younghi Pagh-Paan